# Cereopsius aureomaculatus
Cereopsius aureomaculatus là một loài bọ cánh cứng trong họ Cerambycidae.